# エゼルベルト (ウェセックス王)
エゼルベルト（Æthelbelht、835年頃 - 865年）はウェセックス王（在位：860年 -865年）。ウェセックス王エゼルウルフと最初の王妃オズブルガの三男。兄にアゼルスタン、エゼルバルド、弟にエゼルレッド1世とアルフレッド大王がいる。

## 生涯
855年に父王が末弟のアルフレッドを連れてローマへ巡礼に行くのに際し、エゼルベルトはケント王に任命された。兄のエゼルバルドはウェセックス王国の統治を任された。翌年に父が帰国した後もエゼルバルドはウェセックス王国の西部の統治を継続したため、858年に父が死去するとエゼルベルトは父が統治していた東部の領土を継承した。860年にエゼルバルドが子供を残さずに亡くなると、彼の領土も継承し、ウェセックス王国を再統一した。また、ケント王国に関しては、現地の統治を代理する副王を任命せずに、ウェセックス王国に組み込んだ。エゼルベルトの治世において、王国はヴァイキングの襲撃を受けたが、比較的小規模なものだった。865年に死去。2人の息子がいたが、庶子であるに加え、幼少だったため、王位は最年長の弟であるエゼルレッドが継いだ。

## 子女
エゼルベルトは素性不明のケント王国の女性を愛妾とし、彼女との間に2男もうけた。
- エゼルワルド（生没年不詳）
- アドヘルム（生没年不詳）